# جامع ليدز الكبير
جامع ليدز الكبير هو مسجد جامع يقع في مدينة ليدز، الواقعة ضمن مقاطعة يوركشر شمال إنكلترة.
ممن تولى الخطابة فيها عبد الله الجديع البصري، وهو الآن مستشار للجامع.